# 宝剑骑士团

1260年的利沃尼亚联邦

宝剑利沃尼亚兄弟骑士团（拉丁語：Fratres militiæ Christi Livoniae）是里加的阿尔伯特主教在1202年建立的一个军事修会。 1204年，教宗诺森三世批准了这一骑士团的建立。骑士团的成员包括德意志的 「战僧」。骑士团的其他名称为基督骑士，宝剑兄弟和利沃尼亚的基督义勇军。
在1236年在苏勒战役被薩莫吉西亞人击败后，幸存的骑士团成员被并入条顿骑士团，并形成一个独立的分支，被称为利沃尼亚骑士团。

## 历史

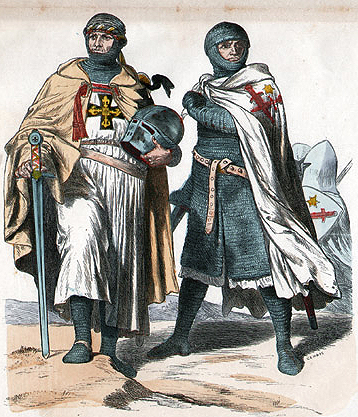
条顿骑士团和宝剑骑士团骑士

里加主教（或称为利沃尼亚采邑主教）阿尔伯特，成立了兄弟会以协助利沃尼亚主教区令利沃尼亚人，拉特加利亚人和瑟洛尼亚人这些生活在通往里加湾向东的古商道周围的异教徒昄依基督教。从它的创办可以看出，纪律散漫的骑士团趋向于忽视其与主教的隶属身份。在1218年阿尔伯特要求丹麦国王瓦尔德马二世的援助，但瓦尔德马和兄弟会签署协议，让他们占领爱沙尼亚北部以替代其援助请求。
兄弟会的总部设在位于当今爱沙尼亚的费林（维尔扬迪），在那里大团长的城堡城墙依然屹立。其他城堡位于文登（采西斯）、西格沃德（锡古尔达）、阿施拉登（艾兹克劳克莱）。费林、格尔丁根（库尔迪加）、马里恩堡（阿卢克斯内）、日瓦尔（塔林）的指挥官和维森斯特因（派德）的法院执行官为大团长的随从。 
1232年11月24日，额我略九世在他的信件中要骑士团在诺夫哥罗德进攻中保卫芬兰。然而，没有任何关于骑士团在芬兰可能令其幸免于难的行动的文献（瑞典最终在1249年第二次瑞典十字军入侵期间占领芬兰）。
在1236年的苏勒战役中，立陶宛人和萨莫吉希亚人杀死了骑士团的大部分人马。这次灾难让幸存下来的骑士团人马在翌年被并入条顿骑士团，并从另一个角度看，他们从此被称为利沃尼亚骑士团。不管怎样，他们继续作为条顿骑士团的独立分支在各个方面发挥职能（条例，服装和政策），由他们自己的大团长管理（他们自己在法律上受条顿骑士团大团长管理）。

## 大团长
- 温诺（冯·罗尔巴赫）1204年-1209年
- 沃尔奎恩（施恩克·冯·温特斯特因）1209年-1236年